# کاونسه
کاونسه شهری در شهرستان ناندیالا در استان بولکیمده در بورکینافاسوی غربی مرکزی است جمعیت آن ۱۱۵۵ نفر است.